# Белые одежды (роман)
«Бе́лые оде́жды» — социально-философский роман Владимира Дудинцева о жизни и работе учёных-биологов, работа над которым была начата в 1966 году. Опубликован в 1987 году в журнале «Нева» и через год удостоен Государственной премии СССР.
Сюжет основан на реальном конфликте между «народным академиком» Лысенко, пытавшимся использовать послевоенные трудности государства для достижения личной власти и с помощью репрессий насаждавшим псевдонаучные теории, в будущем получившие название лысенковщины, и учёными — сторонниками «классической» генетики.
В 1992 году роман был экранизирован Леонидом Белозоровичем. В 2013 году включён в список «100 книг», рекомендованных школьникам России для самостоятельного чтения.

## Сюжет

### Часть I
Действие романа начинается осенью 1948 года, вскоре после августовской сессии ВАСХНИЛ. Главный герой, ученик академика Кассиана Дамиановича Рядно, Фёдор Иванович Дёжкин, приезжает в небольшой город, где находится сельскохозяйственный институт. Вместе со старшим коллегой, Василием Степановичем Цвяхом он должен проверить, «перестроились» ли сотрудники кафедры генетики и селекции, поддерживают ли они новое учение Рядно. Непосредственный начальник Дёжкина — академик Рядно располагает информацией, что в городе существует «кубло», где научные сотрудники, аспиранты и студенты подпольно занимаются официально запрещённой наукой — генетикой. Подспудный интерес академика — завладеть новым сортом картофеля, созданным запрещённым методом, с помощью хромосомной мутации - полиплоидии.
Когда-то Дёжкин учился в этом институте, поэтому в этом городе у него есть знакомые: его бывший преподаватель академик Посошков, поэт Иннокентий Кондаков, бывшая артистка оперетты Антонина Прокофьевна Туманова, полковник МГБ Михаил Порфирьевич Свешников. С каждым он встречается вскоре после приезда.
На следующий день после приезда Дёжкин знакомится с сотрудниками кафедры генетики и селекции: заведующим кафедры профессором Натаном Михайловичем Хейфецом, заведующим лабораторией Иваном Ильичом Стригалёвым, получившим прозвище «Троллейбус», очаровательным научным сотрудником Леночкой Блажко, цитологами Вонлярлярскими. Вечером его приглашает к себе Туманова, у которой собирается компания из сотрудников проблемной лаборатории. Они обсуждают вопрос, что такое добро, и Дёжкин заявляет, что «добро есть страдание», потому что желание сделать доброе дело возникает при виде страданий другого человека. Цвях вспоминает любимую цитату своего отца (эпиграф романа): «Сии, облеченные в белые одежды, — кто они и откуда пришли? Они пришли от великой скорби» и понимает, что люди, беззаветно преданные науке, и являются теми, кто чист душой и потому облачён в «белые одежды».
Во время проверки Дёжкин уличает Краснова и Ходеряхина, сторонников Рядно, в фальсификации результатов. Успешные работы Стригалёва выглядят на первый взгляд соответствующими утверждённой науке, но Дёжкин обращает внимание на то, что они начали вестись за полгода до августовской сессии ВАСХНИЛ.
На собрании института Цвях делает доклад о выводах комиссии. Они содержат лишь мягкую критику не «перестроившегося» профессора Хейфеца и пожелание укрепить кафедру парой «правильных» учёных, которые помогли бы «осознать ошибки». Однако благоприятное решение комиссии не спасает опальных генетиков. Анжела Шамкова, аспирантка Стригалёва, по наущению ректора Варичева и сотрудницы института Анны Богумиловны Побияхо делает доклад, в котором доносит на своего научного руководителя. Она сообщает, что в лаборатории было два журнала: один фальшивый, соответствующий мичуринской науке, а другой — настоящий, с результатами, достигнутыми во время экспериментов, основанных на генетике. Стригалёв вынужден признать, что занимается запрещённой наукой, но отречься от неё он отказывается. Хейфец, потрясённый царящей подлостью, заявляет, что не хочет работать в этом коллективе.
На следующий день выходит приказ, в котором Дёжкин назначается исполняющим обязанности заведующего кафедрой генетики и селекции и заведующим проблемной лабораторией. Стригалёв и Хейфец уволены из института. На хоздворе сжигают классические учебники по генетике и портреты учёных-генетиков.
Дёжкин приходит домой к Стригалёву. Тот рассказывает, как с помощью колхицина получил в своё время новый сорт картофеля «Майский цветок» и отдал авторство Рядно за право спокойно работать. Дёжкин поражён фактом знакомства Стригалёва и Рядно и тем, что сорт, за который он чтил академика, на самом деле создан другим человеком. Он окончательно переходит на сторону генетиков. Через некоторое время Стригалёв посвящает его в свою тайну: он работает над новым очень перспективным сортом картофеля, который должен быть получен гибридизацией существующего сорта с диким видом картофеля «Солянум Контумакс». Добиться гибридизации естественным путём невозможно, исходное родительское растение Контумакса — полиплоид, полученный при помощи того же колхицина. Дело почти сделано и очень важно, чтобы был человек, который доведёт дело до конца, не позволит Рядно завладеть новым сортом.
Параллельно всему происходящему у Дёжкина и Леночки завязывается роман. Однако Дёжкина тревожит, что Леночка всё время куда-то ходит, не говоря, куда. В институт приезжает академик Рядно и даёт своему «сынку» Дёжкину задание: получить из «наследства» Троллейбуса новый сорт.

### Часть II
Дёжкин и Леночка решают пожениться. ЗАГС в этот день оказывается закрыт, так что они просто начинают жить вместе. Леночка по-прежнему куда-то ходит, Дёжкин однажды в порыве ревности следует за ней и попадает на собрание «кубла», где подпольные генетики смотрят учебный фильм, привезённый из-за границы. Там он обнаруживает в числе прочих Краснова. Дёжкин пытается убедить Стригалёва, что Краснов — человек Рядно и его надо срочно убрать из группы подпольщиков, но безуспешно.
Ночью в квартиру к Лене приходят и сообщают, что арестован студент Стригалёва Саша Жуков, который вёз зарубежный фильм в Москву. Леночка в ужасе и не может не заподозрить Дёжкина, поскольку арест последовал его появлению на собрании «кубла». Она просит «временного развода», и Дёжкин уходит к себе в гостиницу. На самом же деле доносчиком был Краснов. Той же ночью НКВД арестовывает всех участников «кубла», только Стригалёву удаётся сбежать. Спустя некоторое время он приходит к Дёжкину и подробно рассказывает как вырастить новый сорт. Ещё некоторое время Стригалёву удаётся скрываться, но его постепенно «обкладывают». Тогда он собирается бежать куда-нибудь, но сначала хочет показать Дёжкину, где у него на участке посажен «Контумакс». Они встречаются ночью, но пройти во двор всё равно не могут — там засада. Стригалёв пытается незаметно покинуть окрестности своего дома, его ловят. Дёжкин в это время встречает в кустах Свешникова, который хотел найти Стригалёва прежде своего начальника генерала Ассикритова и спасти от ареста.

### Часть III
Дёжкин пытается выполнить задачу, данную Стригалёвым. Прячет саженцы сначала у Тумановой, затем у Свешникова. В итоге ему удаётся получить ягоды и полиплоиды.
Отец арестованного студента Саши Жукова, известный в городе металлург, совершает покушение на убийство доносчика Краснова - подкараулив его в лесу, сбрасывает в естественную ловушку, озерко с крутыми стенками в зарослях болиголова. Дёжкин, сжалившись, спасает Краснова. Тот  частично утрачивает память, у его несостоявшегося убийцы не возникает проблем с законом.
Неожиданно для всех академик Посошков на конференции в Швеции сообщает о создании нового сорта, предъявляя фотографии. После возвращения он кончает с собой, чтобы избежать преследований.
Дёжкина отчисляют из института за скрытую пропаганду вейсманизма-морганизма. Тем временем датский учёный Мадсен, крайне заинтересованный новым сортом, приезжает в СССР, чтобы лично встретиться со Стригалёвым. Рядно и Варичев вынуждены предложить Дёжкину сделку, чтобы тот выдал себя за Ивана Ильича и сказал иностранцу, что нового сорта нет. В присутствии соглядатаев Дёжкин играет перед Мадсеном свою роль, но, когда они остаются наедине, признаётся, что он не Стригалёв, и показывает ягоды и полиплоиды. Мадсен отвечает, что знал это, поскольку во время войны отряд старшего лейтенанта Стригалёва освободил его из лагеря смерти.
Дёжкин понимает, что последний день пребывания датчанина — это последний день, когда он на свободе. Ночью он сбегает на лыжах из города с ягодами и полиплоидами.

### Эпилог
Действие эпилога разворачивается после смерти Сталина. Дёжкин всё это время скрывался в совхозе, которым руководил Цвях. Тем не менее его находят и вызывают в КГБ, где сообщают о пересмотре дела. Его больше не преследуют, арестованных генетиков собираются освобождать. Однако Стригалёв уже погиб в лагере.
У здания на Лубянке Дёжкин встречает Кондакова. Тот отсидел за шуточное стихотворение о портрете Сталина. Кондаков рассказывает, что растрепал всем в камере, как Свешников сжёг черновик этого стихотворения, пытаясь спасти поэта. Свешникова теперь тоже нет.
Там же, на Лубянке Дёжкин встречает Краснова, и прямо в приёмной КГБ жестоко избивает его. Краснов отказывается писать заявление о побоях, а через несколько дней умирает от инсульта.
Рядно оказался в изоляции, от него все отвернулись. Наука потихоньку восстанавливает свои права.
Дёжкин и Леночка воссоединяются. У них двое сыновей, старший из которых, Федя, родился в лагере после ареста Лены.

## Главные герои

### В «белых одеждах»
- Дёжкин Фёдор Иванович — доцент, «правая» рука академика Рядно
- Стригалёв Иван Ильич («Троллейбус»), заведующий проблемной лабораторией
- Блажко Елена Владимировна, научный сотрудник
- Посошков Светозар Алексеевич, академик
- Свешников Михаил Порфирьевич, полковник МГБ
- Порай Борис Николаевич (дядик Борик)
- Цвях Василий Степанович, селекционер — садовод
- Хейфец Натан Михайлович, профессор
- Бабич Женя, студентка
- Туманова Антонина Прокофьевна, в прошлом ведущая актриса оперетты

### Отрицательные
- Рядно Кассиан Дамианович (Касьян Демьянович) — «народный академик», заместитель Президента ВАСХНИЛ
- Краснов Ким Савельевич (альпинист), при рождении Прохор Бревешков, отрёкся от отца при раскулачивании
- Ассикритов Николай (Парашютист) — генерал МГБ
- Варичев Пётр Леонидович, ректор института
- Побияхо Анна Богумиловна, селекционер-«мичуринец», однако свои сорта пшеницы вывела из облучённых «уродцев»
- Шамкова Анжела Даниловна — аспирантка
- Брузжак Саул Борисович — профессор, «левая» рука академика Рядно

## Публикации
- журнал «Нева» №№ 1 - 4, 1987 г.
- журнал «Роман-газета», №№ 7 - 8, 1988 г.